# Fourqueux
Fourqueux era una comuna francesa situada en el departamento de Yvelines, de la región de Isla de Francia, que el 1 de enero de 2019 pasó a ser una comuna delegada de Saint-Germain-en-Laye.

## Geografía
Está ubicada a 20 km al oeste de París. Más de la mitad de su término municipal es en el bosque de Marly.

## Demografía
| 840 | 966 | 2 029 | 2 307 | 4 053 | 4 161 | 4 217 | 3 996 |
| Para los censos de 1962 a 1999 la población legal corresponde a la población sin duplicidades (Fuente: INSEE [Consultar]) |     |       |       |       |       |       |       |